# Cantó de Montrevault
El cantó de Montrevault és una antiga divisió administrativa francesa del departament de Maine i Loira, situat al districte de Cholet. Té 11 municipis i el cap es Montrevault. Va desaparèixer el 2015.

## Municipis
- La Boissière-sur-Èvre
- Chaudron-en-Mauges
- La Chaussaire
- Le Fief-Sauvin
- Le Fuilet
- Montrevault
- Le Puiset-Doré
- Saint-Pierre-Montlimart
- Saint-Quentin-en-Mauges
- Saint-Rémy-en-Mauges
- La Salle-et-Chapelle-Aubry

## Història
| Data d'elecció                           | Identitat                           | Partit                                 | Qualitat |
| ---------------------------------------- | ----------------------------------- | -------------------------------------- | -------- |
| 1945-1958                                | Joseph Barbary                      | Divers droite, després RPF, després RI |          |
| 1945-1972                                | Pierre de Villoutreys de Brignac    | RPR                                    |          |
| 1972-1992                                | Christian de Villoutreys de Brignac | RI, després UDF                        |          |
| 1992-2011                                | Christian Gaudin                    | UDF, després MoDem, després NC         |          |
| 2011-2015                                | Serge Piou                          | UMP                                    |          |
| les dades anteriors no són pas conegudes |                                     |                                        |          |
|                                          |                                     |                                        |          |

## Demografia
| A partir de 1990: Població sense dobles comptes |